# Bungee skokovi
Bungee skokovi (engl.: bungee odn. bungy „pojas“, „uže“ i (to) jump „skakati“) označava vrstu ekstremnih športova, kod kojeg se skače uglavnom naglavce iz visoke zgrade u dubinu. Slijedi slobodni pad kojeg zaustavlja uže od gume za koje je svezan skakač na platformi za skakanje.
Duljina gumenog užeta se određuje i prilagođava prema tjelesnoj težini skakača.
Zbog elastičnosti užeta osoba koja skoči nekoliko puta oscilira prema gore i dolje.
Kao platforme za skok rabe se primjerice mostovi ili tornjevi visoke zgrade ili posebno postavljene dizalice. 
Većina skakača navodi kao razlog za skokove primjerice posebno uzbuđenje ili zbog prevladavanja straha (uglavnom straha od visine).

## Povijest
Podrijetlo tog ekstremnog športa seže od starosjedioca na otocima Pentecôte.

## Opasnost od ozljede
Ozljede pri bungee skokovima mogu se podijeliti u one koje se dogode nakon skoka zbog neispravne opreme i u one koje se dogode bez obzira na sigurnosne mjere.
U prvom slučaju do ozljeda može doći ako je sigurnosni pojas neispravan, ako je dužina užeta pogrešno izračunana ili ako uže nije pravilno povezano s odskočnom platformom.